# Junsele djurpark
Junsele djurpark är en djurpark som ligger i Junsele i Sollefteå kommun. Djurparken startades i början av 1960-talet. 
I djurparken finns ungefär 25 olika djurarter. Mest känd är parken för sina bengaliska vita tigrar. Andra djur som finns i parken är till exempel brunbjörn, lodjur, jak, kamel, lama, rödhalsad vallaby, åsna och älg. I parken finns också Bondgården, ett barnens zoo och zooskola med djur som minishetlandsponnyer, dvärggetter (afrikansk dvärgget), helsingefår, minigrisar, kaniner och marsvin.
Ett djur som länge var Junsele djurparks publikfavorit var björnen Loke, som 1990 skrevs in i Guinness Rekordbok som fader till den största björnkullen (sexlingar). Loke var 8 år när han kom till Junsele djurpark och blev efter sin död, 34 år gammal, 2013, uppstoppad.
En restaurang, Björnfällan, finns i djurparkens entrébyggnad och ett café, Café Bondgården, finns vid djurparkens bondgårdsområde. Där finns också ett lanthandelsmuseum, med inredning från en gammal lanthandel, kallad "Daniels boa". Lanthandeln flyttades från Junselevallen till djurparken 2004. 
Sedan 2019 finns bredvid djurparken en cirkuspark och lekland för barn, Cirkus Scott lekland.
I Trafikland finns trafikskyltar och miniatyrhus där barnen får åka runt i små minibilar. Det finns även ett litet tivoli på området med karuseller för de yngsta barnen.[källa behövs]

## Historia
Junsele djurpark startade i en liten skala av Junsele IF, Junseles idrottsförening, i början av 1960-talet. Drivande person var Johannes Johansson, även kallad "Kebbe". Djurparken invigdes 1965, men de första djuren, en ponny och ett rådjur, inskaffades redan 1959, och parken firade 60 år 2019. Junsele landskommun köpte djurparken 1969, därefter drevs parken kommunalt fram till 1992. Mellan 2005 till 2008 var djurparken en del av bolaget Äventyrsberget. Efter det bolagets konkurs 2008 köptes djurparken av Junselebon Ulf Henriksson, en tidigare anställd på djurparken.

## Bildgalleri

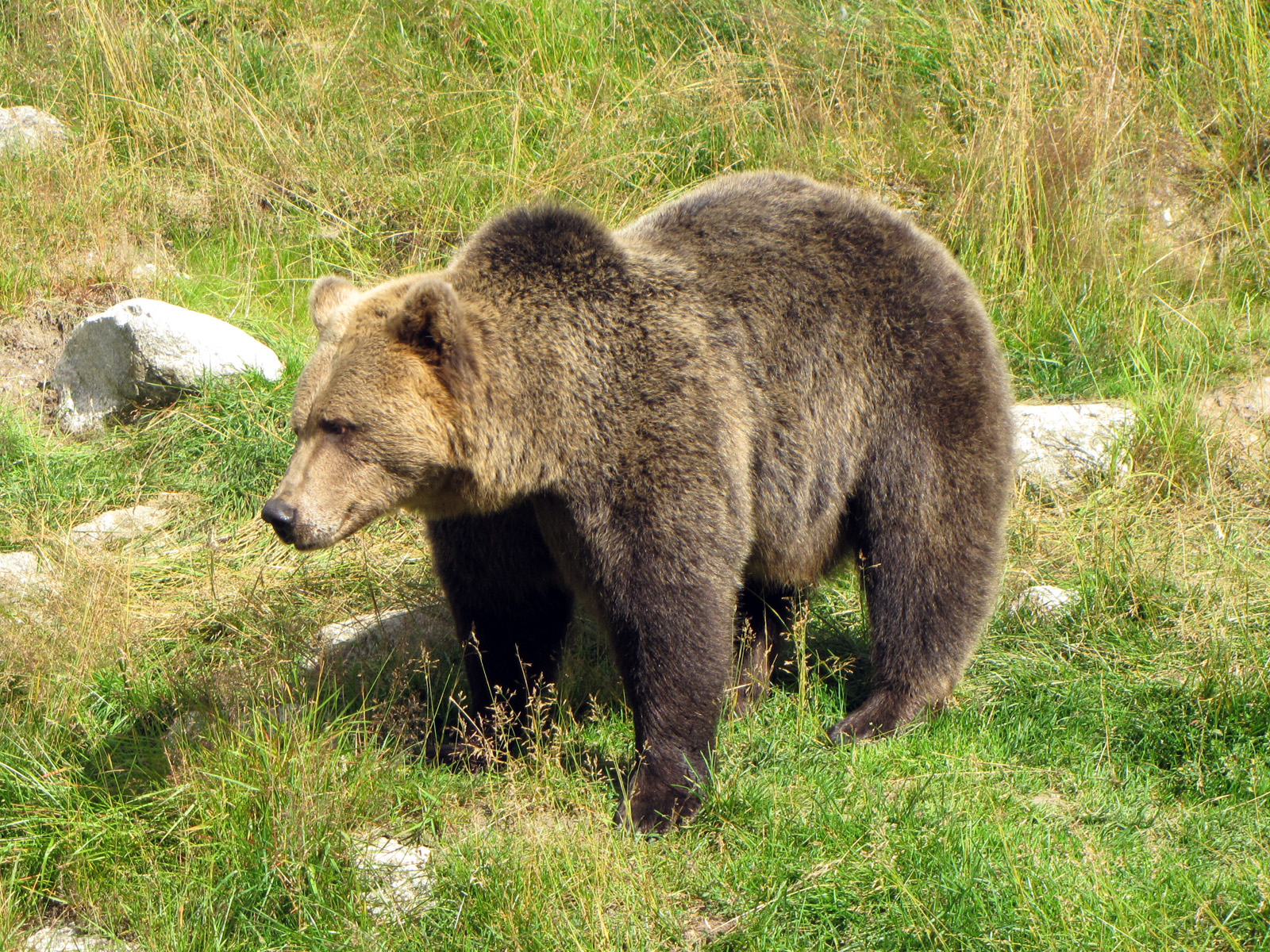
Brunbjörn i Junsele djurpark, 2015.
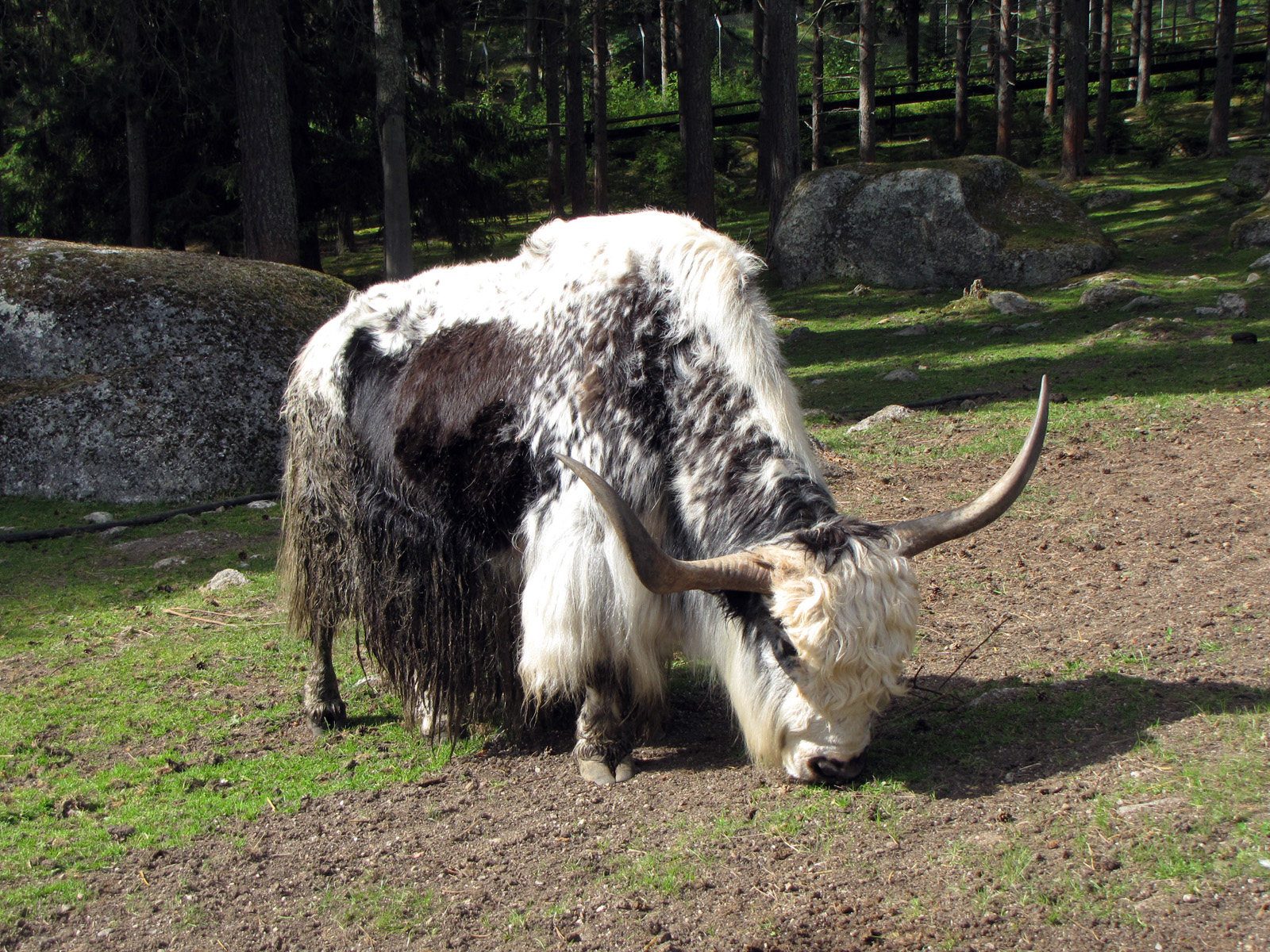
Jak i Junsele djurpark, 2015.
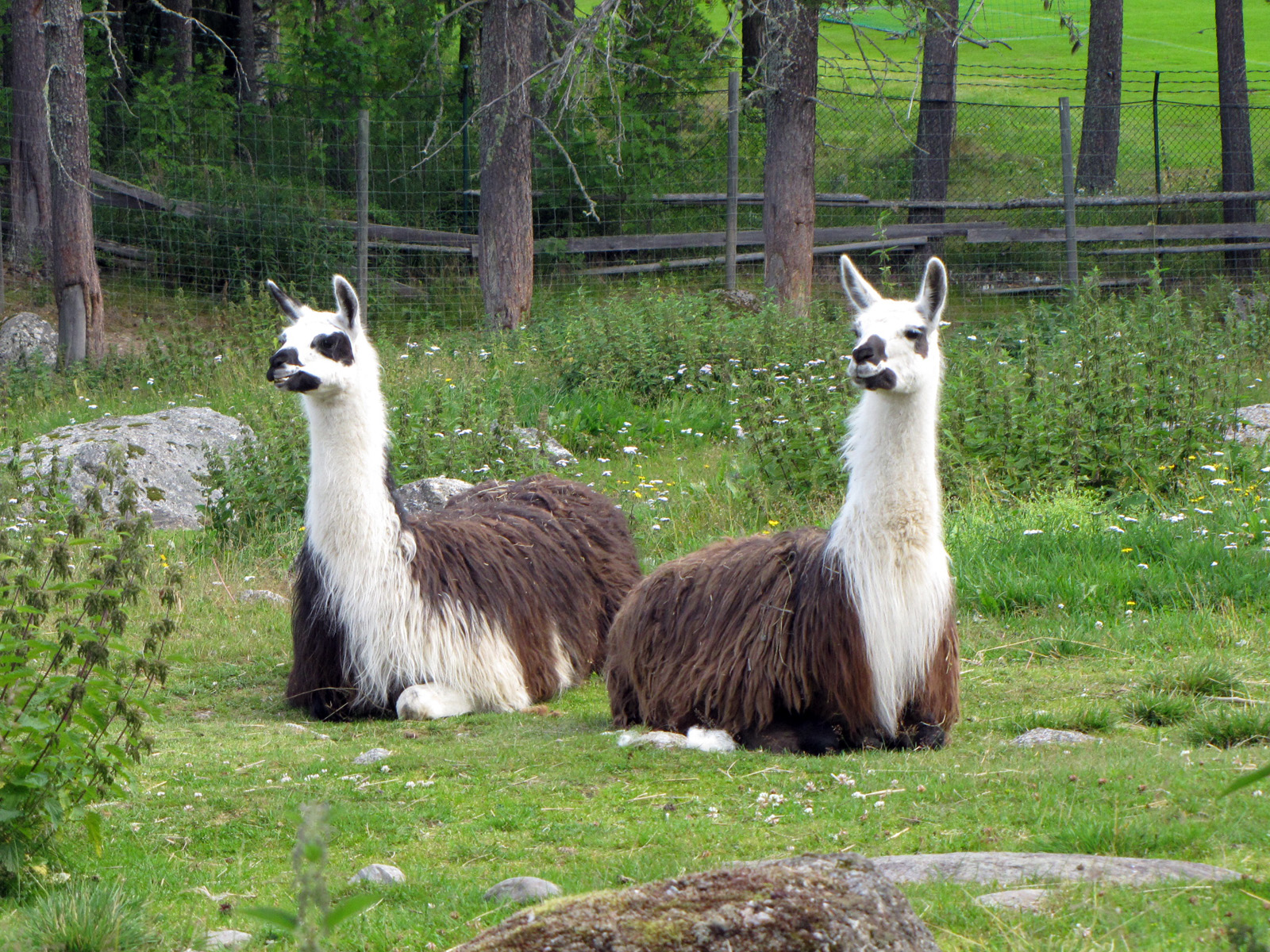
Lama i Junsele djurpark, 2015.
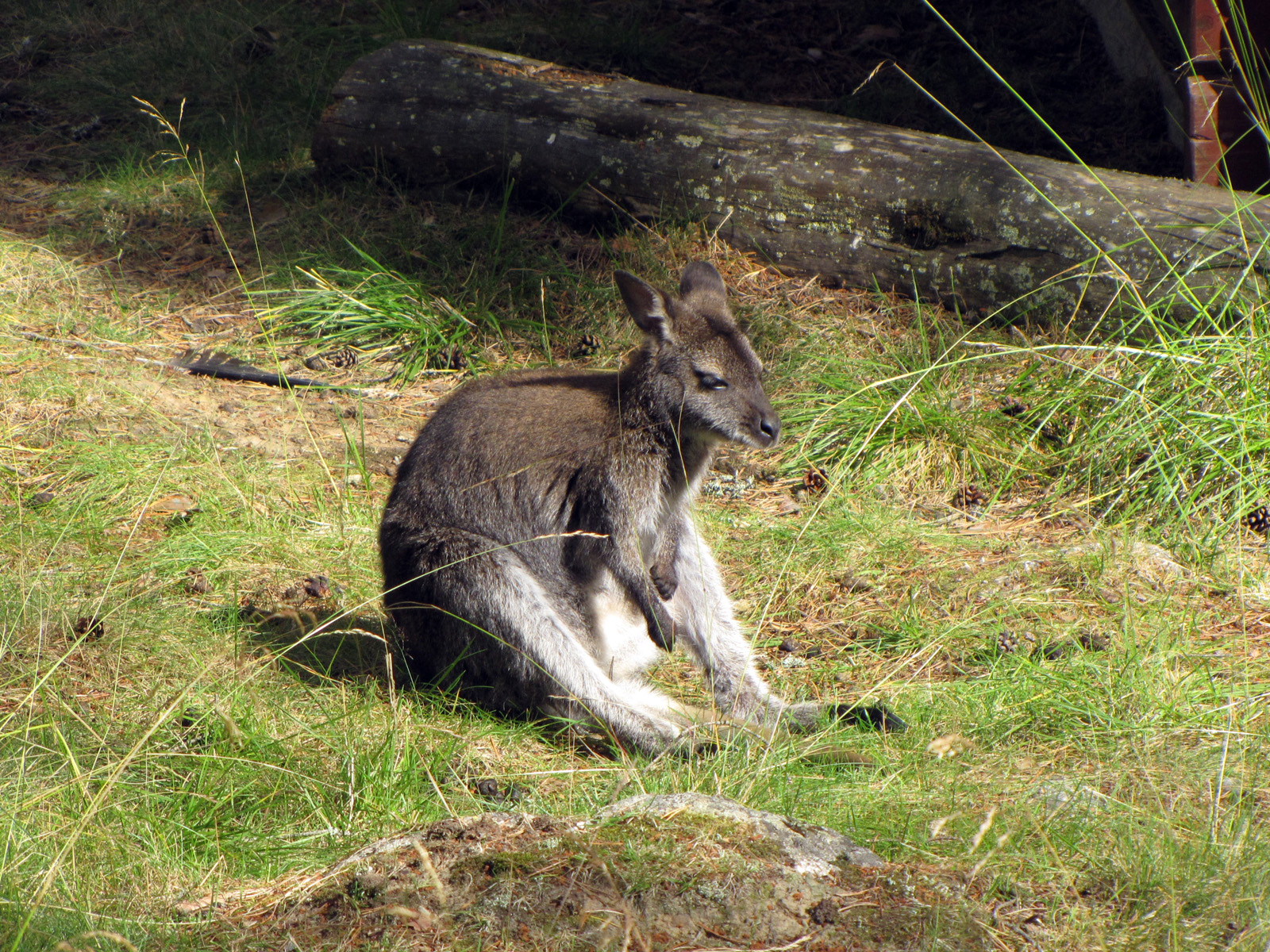
Rödhalsad vallaby i Junsele djurpark, 2015.
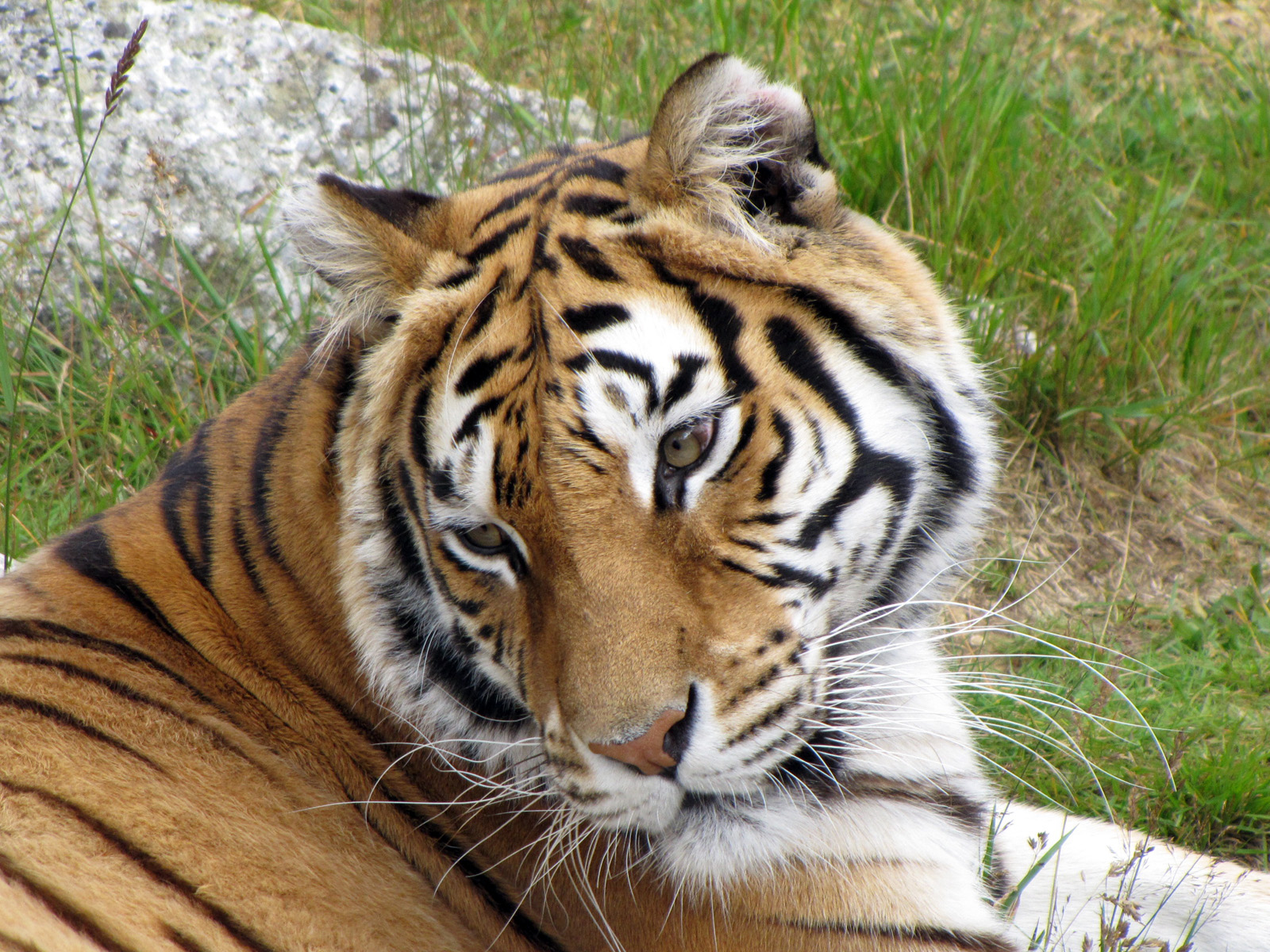
Tiger i Junsele djurpark, 2015.